# 조세 피난처

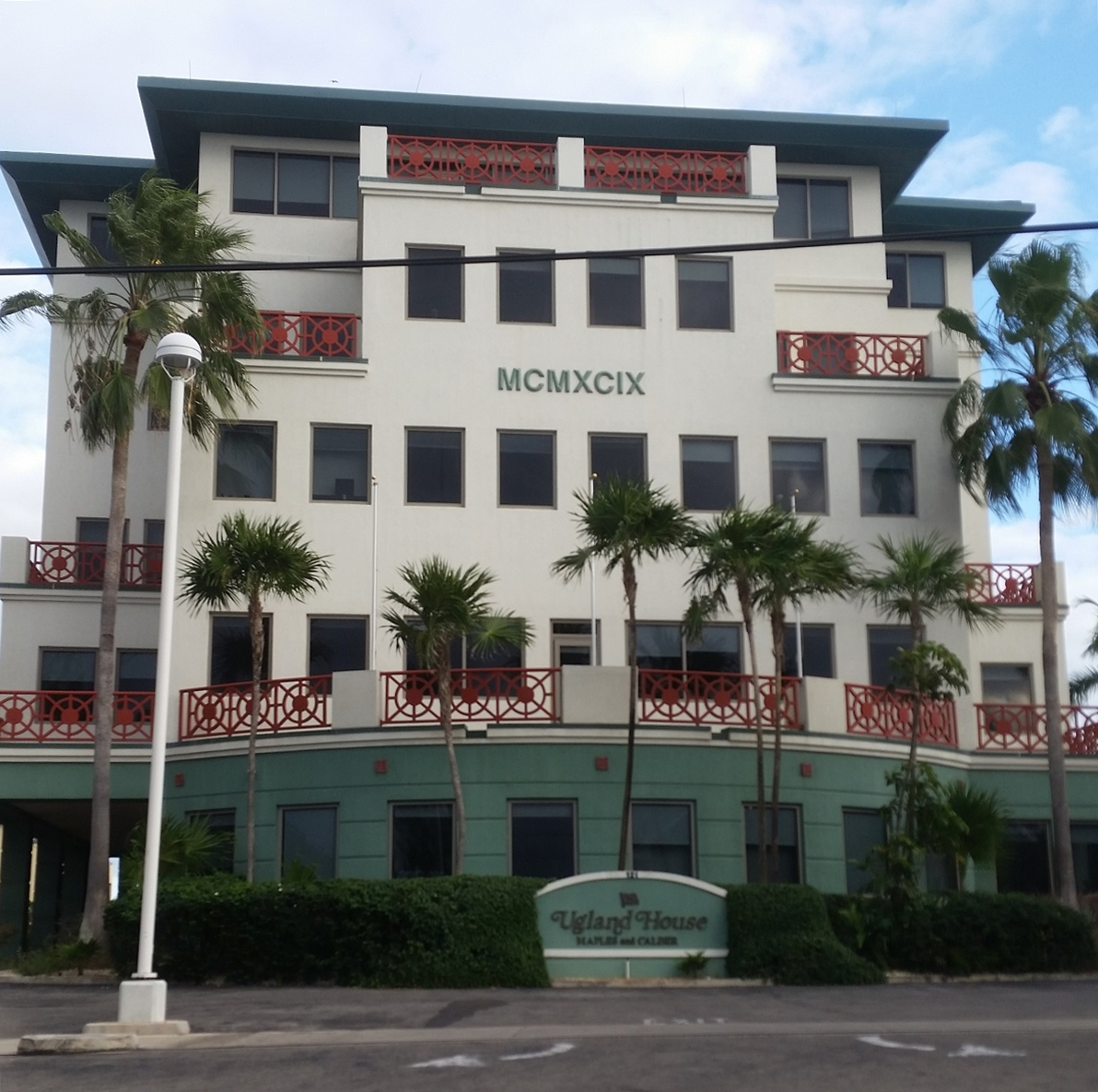

조세 피난처(영어: tax haven 택스 헤이븐[*]) 또는 조세 회피지는 세금이 면제되거나 현저히 경감되는 국가나 지역을 의미한다. 조세 피난처는 tax haven을 번역한 용어로 국세청에서도 사용한다. 보통 해당 국가 등이 기업의 유치 등을 목적으로 세금을 낮추거나 면제하지만, 조세회피지역은 단속이 어려운 점을 이용하여 특정기업 등이 해당 국가에 페이퍼컴퍼니 등을 설립하고 자금의 돈세탁을 위하여 이용하거나, 본국의 세금 징수에 대해 합법적 조세 회피(tax avoidance) 또는 불법적 탈세를 하기 위하여 이용된다.

## 용어
경제협력개발기구(OECD)는 다음의 핵심 요인을 "조세 회피지"로 인정하여 유해한 세제 목록에 싣고 있다.
1. 금융서비스 등의 활동에서 발생하는 소득에 대하여 면세하고 있거나 또는 명목적으로만 면세를 하는 경우
2. 세금 및 세금 집행에 대해 투명성이 결여되어 있는 곳
3. 다른 나라와 실효적인 정보 교환을 방해하는 법적인 또는 행정적인 활동이 있는 곳
4. 유치하는 금융 서비스 등의 활동에 대해 자국 지역에서 실질적인 활동이 이루어질 것을 요구하고 있지 않은 곳

## G20 조세 피난처 블랙리스트
2009년 4월 2일에 열린 런던 G20 정상회의에서 G20 국가들은 "국제적으로 합의된 세금 기준"에 따라 조세 회피지에 대한 블랙리스트를 정의하기로 합의를 하고, 4단계 체계에 의해 단편화시켰다. 그 자료는 2009년 4월에 OECD 자료에서 볼 수 있다. 현재 4단계 기준은 다음과 같다.
1. 잠재적으로 기준을 충족시킬 수 있는 나라 (대부분의 국가, 중화인민공화국은 여전히 홍콩과 마카오를 배제)
2. 기준을 충족한 (그러나 완전히 충족하지 않은) 조세 회피지 (몬트세랫, 나우루, 니우에, 파나마 그리고 바누아투)
3. 기준을 충족하는 (그러나 완전히 충족하지 않은) 금융중심지 (과테말라, 코스타리카, 우루과이)
4. 기준을 충족하지 않은 나라 (비어있는 분류)

맨 마지막 항목은 원래 조세 회피지에 협조를 하지 않는 나라로 분류된 국가였다. 우르과이는 처음에는 비협조국으로 분류되었다. 그러나 OECD가 조세투명성의 규칙을 충족시킨다고 말함으로써 옮겨지게 되었다. 필리핀은 블랙리스트에서 제외되었고, 말리이지아 총리는 초기에 아래 계층에 있어서는 안된다고 주장을 하였다.

## OECD 조세 피난처 블랙리스트
2009년 5월 19일자를 기준으로 OECD 국제 포럼 조사에 의한 국제적으로 인정받고있는 세금 기준의 실시 상황에 관한 상황 보고서는 다음과 같다.

### 국제적으로 인정받고있는 세금 기준을 약속했지만 이행이 충분하지 않은 국가

#### 조세 피난처
- 안도라 Andorra
- 앵귈라 Anguilla
- 앤티가 바부다 Antigua and Barbuda
- 아루바 Aruba
- 바하마 Bahamas
- 바레인 Bahrain
- 벨리즈 Belize
- 버뮤다 Bermuda
- 영국령 버진아일랜드 British Virgin Islands
- 케이맨 제도 Cayman Islands - 자본이득에 대한 세금 없음
- 쿡 제도 Cook Islands
- 도미니카 연방 Dominica
- 지브롤터 Gibraltar
- 그레나다 Grenada
- 라이베리아 Liberia
- 리히텐슈타인 Liechtenstein
- 마셜 제도 Marshall Islands
- 모나코 Monaco
- 몬트세랫 Montserrat
- 나우루 Nauru
- 네덜란드령 안틸레스 Netherlands 'Antilles
- 니우에 Niue
- 파나마 Panama
- 세인트 키츠 네비스 St. Kitts and Nevis
- 세인트 루시아 St. Lucia
- 세인트 빈센트 그레나딘 St. Vincent & Grenadines
- 사모아 Samoa
- 산마리노 San Marino
- 터크스 케이커스 제도 Turks and Caicos Islands
- 바누아투 Vanuatu

### 기타 금융 센터
- 오스트리아 / Austria
- 벨기에 / Belgium
- 브루나이 / Brunei
- 칠레 / Chile
- 코스타리카 / Costa Rica
- 과테말라 / Guatemala
- 룩셈부르크 / Luxembourg
- 말레이시아 / Malaysia
- 필리핀 / Philippines
- 싱가포르 / Singapore
- 스위스 / Switzerland
- 우루과이 / Uruguay

### 처음에는 국제적인 세금 기준을 약속하지 않은 나라
현재는 국제적인 기준을 준수하겠다고 약속하여 제외가 된 국가들이다.
- 코스타리카 / Costa Rica
- 말레이시아 (라부안) / Malaysia (Labuan)
- 필리핀 / Philippines
- 우루과이 / Uruguay

## 같이 보기
- 자본이동에 대한 조세부과를 위한 시민운동협회
- 경제적 불평등
- 세율에 따른 나라 목록
- 조세 불응